# Matador (Texas)
Matador is een plaats (town) in de Amerikaanse staat Texas, en valt bestuurlijk gezien onder Motley County.

## Demografie
Bij de volkstelling in 2000 werd het aantal inwoners vastgesteld op 740.
In 2006 is het aantal inwoners door het United States Census Bureau geschat op 660, een daling van 80 (-10,8%).

## Geografie
Volgens het United States Census Bureau beslaat de plaats een oppervlakte van
3,4 km², geheel bestaande uit land. Matador ligt op ongeveer 726 m boven zeeniveau.

## Plaatsen in de nabije omgeving
De onderstaande figuur toont nabijgelegen plaatsen in een straal van 48 km rond Matador.